# Simplicillium lanosoniveum
Simplicillium lanosoniveum är en svampart som först beskrevs av J.F.H. Beyma, och fick sitt nu gällande namn av Zare & W. Gams 2001. Simplicillium lanosoniveum ingår i släktet Simplicillium och familjen Cordycipitaceae.   Inga underarter finns listade i Catalogue of Life.